# 澎湖寨巡檢司
澎湖巡檢司，又稱澎湖寨巡檢司，設置於澎湖群島，跨元、明、清三代，隸屬福建同安縣。
南宋泉州知州汪大猷曾設寨於此，造寨屋（營房）二百間，初為水師戍防之所。正式設治時間以元世祖至元十八年（1281年）的考證最為早，也就是根據一般史書及《元史》、《新元史》考定。據該史書，元朝正式設置澎湖巡檢司，隸屬福建同安縣，主官為澎湖寨巡檢。。
明朝擊敗元朝取得中原政權後，依循前例於澎湖設置該官署，隸屬福建同安縣，至1384年因為實施封海政策，予以廢除。1563年，考量沿海治安等因素，明朝復設澎湖寨巡檢司。此官署直至1622年，荷蘭東印度公司占領澎湖為止。

## 元朝
元世祖至元18年（西元1281年）11月澎湖正式設澎湖巡檢司，隸屬福建同安。
野史記載該地原於南宋隸屬於晉江縣，曾遣兵戍守澎湖。
到元朝時該地方正式隸屬福建同安縣，主官為澎湖寨巡檢。駐於澎湖馬公的巡檢官職，是元朝最基層的官員，1366年尚在任的澎湖寨巡檢陳信惠是元朝首位駐澎官員。

## 明朝
1370年代，明朝統治中國後，仍循例於該地設置巡檢官職，也繼續設置澎湖巡檢司這個行政官署，直至1384年實施封海政策而廢除。1563年，考量沿海治安等因素，明朝復設澎湖寨巡檢。此官職直至1622年，荷蘭佔領澎湖為止，才免予實授。
1604年（萬曆三十二年）時，荷蘭東印度公司司令官韋麻郎（Wijbrant Van Waerwijck）率兩艘船抵達澎湖，並派員往福建請求貿易。福建當局立即嚴禁人民出海接濟，並派都司沈有容率兵船五十艘前往澎湖，要求荷蘭人撤退。韋麻郎見求通商無望，又缺乏補給，於是在當年底離開澎湖。明朝政府於島上立有沈有容諭退紅毛番碑，現存於澎湖天后宮。
此官署直至1622年，荷蘭人入侵澎湖為止。1622年時，由於與葡萄牙人爭奪澳門的軍事攻擊行動失敗，荷蘭艦隊最後抵達了澎湖並且在馬公風櫃尾蛇頭山頂設立了基地。明朝政府退出澎湖。荷蘭軍隊強迫當地的居民建設碉堡，並使得奴役工作的1500個工人的其中1300人死亡。明朝政府警告駐紮的荷蘭艦隊澎湖為其領土，之後荷蘭人於澎湖之戰被明軍擊退，轉往台灣。
此戰之後，明朝雖再次取得澎湖，卻未復設澎湖巡檢司之職。根據明史記載，明朝在澎湖之戰後重新筑城，并设游击一，把总二，统兵三千，建立起炮台以作守備。

## 清朝
清康熙二十三年（1684年），澎湖地方循明郑舊制，設置巡檢司，官署設於大山嶼文澳（今馬公市西文里），隸屬臺灣縣轄下單位，長官作巡檢，配置一員，後因改單獨設置澎湖通判而終止；巡檢司名籍如下表：
| 任次 | 姓名   | 籍貫     | 到任日期             | 備註                                               |
| ---- | ------ | -------- | -------------------- | -------------------------------------------------- |
| 01   | 姚法唐 | 河南祥符 | 康熙二十三年（1684） | 曾任吏員，在任期間病故                             |
| 02   | 朱縉   | 浙江錢塘 | 康熙二十七年（1688） | 曾任吏員，後升任河南府照磨                         |
| 03   | 胡廷鳳 | 江南含山 | 康熙三十二年（1693） | 曾任吏員，《台灣紀略》作胡騰鳳                     |
| 04   | 林開彥 | 直隸撫寧 | 康熙三十五年（1696） | 曾任吏員                                           |
| 05   | 李慧仁 | 直隸安肅 | 康熙四十一年（1702） | 曾任吏員                                           |
| 06   | 耿胡   | 河南柘城 | 康熙四十五年（1706） | 曾任承差                                           |
| 07   | 陸鑑   | 順天府   | 康熙四十七年（1708） | 曾任吏員，後升任雲南騰越州吏目，《澎湖廳志》作陆镒 |
| 08   | 喬傑   | 順天府   | 康熙五十二年（1713） | 曾任吏員                                           |
| 09   | 李振宗 | 江南江都 | 康熙五十八年（1719） | 曾任吏員                                           |
| 10   | 朱唯彰 | 順天宛平 | 雍正元年（1723）     | 曾任內閣供事                                       |
| 11   | 鄭奎聚 | 直隸通州 | 雍正四年（1726）     | 曾任吏員，同年緣事去官                             |
| 12   | 羅開勳 | 湖北江夏 | 雍正四年（1726）     | 曾任吏員，雍正五年設澎湖通判，改任新港巡檢         |

## 管轄區域
澎湖群島：90個大小島嶼所組成，以下列出主要有人居住的島嶼
- 澎湖本島
- 白沙島
- 西嶼
- 望安島
- 七美嶼
- 吉貝嶼
- 鳥嶼
- 中屯嶼
- 大倉嶼
- 員貝嶼
- 目斗嶼
- 小門嶼
- 虎井嶼
- 桶盤嶼
- 花嶼
- 將軍澳嶼
- 東吉嶼
- 東嶼坪嶼
- 西嶼坪嶼

### 引用
1. 1 2 3  . 澎湖縣政府全球資訊網. 澎湖縣政府.   [2021-01-24]. （原始内容存档于2021-03-01）.
2. ↑  「泉有海島曰澎湖，隸晉江縣，取其國密邇，煙火相望，時至寇掠。其來不測，多罹生噉之害，居民苦之。」 趙汝适《諸蕃志》
3. ↑  「澎湖隸泉州晉江縣，至元年間設巡檢司」汪大淵《島夷志略》
4. ↑  「（乾道7年）四月起知泉州，到郡遇事風生，不勞而辦，郡實瀕海，中有沙洲數萬畝，號平湖，忽為島夷號毗舍邪者奄至，盡刈所種。他日又登海岸殺略，禽四百餘人，殲其渠魁，餘分配諸郡。初則每遇南風，遣戍為備，更迭勞擾，公即其地，造屋二百間，遣將分屯，軍民皆以為便，不敢犯境。」樓鑰《攻媿集》敷文閣學士宣奉大夫致仕贈特進汪公行狀〉
5. ↑  「海中大洲號平湖，邦人就植粟、麥、麻。有毗舍耶蠻，揚颿奄至，肌體漆黑，語言不通，種植皆為所穫。調兵逐捕，則入水持其舟而已。俘民為鄉導，劫掠近城赤洲。於是春夏遣戍，秋暮始歸，勞費不貲。公即其地，造屋二百區，留屯水軍，蠻不復來。周必大《文忠集》〈神道碑〉
6. ↑  Blussé, Leonard (1994). "Retribution and Remorse: The Interaction between the Administration and the Protestant Mission in Early Colonial Formosa". In Prakash, Gyan. After Colonialism: Imperial Histories and Postcolonial Displacement. Princeton University Press. ISBN 978-0691037424.
7. ↑  村上直次郎著，許賢瑤譯，2001，〈澎湖島上的荷蘭人〉，《荷蘭時代台灣史論文集》，頁14。宜蘭縣宜蘭市：佛光人文社會學院。
8. ↑  《明史志第六十七　兵三》:「天启中，筑城于澎湖，设游击一，把总二，统兵三千，筑炮台以守。先是，万历中，许孚远抚闽，奏筑福州海坛山，因及澎湖诸屿，且言浙东沿海陈钱、金塘、玉环、南麂诸山俱宜经理，遂设南麂副总兵，而澎湖不暇及。其地遥峙海中，逶迤如修蛇，多岐港零屿，其中空间可藏巨艘。初为红毛所据，至是因巡抚南居益言，乃夺而守之。」
9. ↑  顏, 尚文. . Penghu.Info｜澎湖知識服務平台. 2005  [2019-08-07]. （原始内容存档于2019-08-07） （中文（臺灣））.
10. ↑  陳, 英俊. . 澎湖縣: 澎湖縣文化局. 2003. ISBN 9570145080 （中文（臺灣））.